# 山东长岛国家级自然保护区
山东长岛国家级自然保护区位于山东省烟台市蓬莱区，处胶辽半岛之间，横跨渤海湾，由长山列岛的南长山岛、北长山岛、庙岛、大黑山岛、砣矶岛等共32个岛屿组成，是中国唯一具有海岛独特地理条件，且以猛禽为主要保护对象的自然保护区。长岛于1982年被划为省级鸟类自然保护区，随后在1988年晋升为国家级自然保护区，为山东省首个国家级自然保护区，面积5015.2公顷，其中核心区面积1333.8公顷，实验区面积3681.4公顷，主要保护对象为鹰、隼等猛禽及候鸟栖息地；截至2020年，共记录野生鸟类21目70科346种，其中包括国家一级保护动物丹顶鹤、东方白鹳、金雕、大鸨、中华秋沙鸭、短尾信天翁等10种；国家二级保护动物有大天鹅、黄嘴白鹭、鸳鸯、游隼、凤头蜂鹰、鹰鸮、草鸮等51种。
长岛自然保护区连接了辽东半岛南端的大连老铁山和山东半岛，其岛屿呈链状分布，形成“热岛”产生上升气流帮助鸟类迁徙，是东亚—澳大利西亚鸟类迁徙路线的重要栖息、补给点，有候鸟“驿站”之称，也被民间爱鸟人士称作“千年鸟道”；同时也是斑海豹、东亚江豚等迁徙动物的宝贵的栖息地。

## 历史
1982年3月15日，山东省人民政府将长岛划为省级鸟类自然保护区；1984年，于大黑山岛建立“山东省长岛候鸟保护环志中心站”；1988年中华人民共和国国务院批准建立“山东长岛国家级自然保护区”。

## 保护区现状
长岛自然保护区海域辽阔，陆海食物链丰富，是鸟类南北迁徙路线上的重要中转站和栖息地，每年春（3-5月）秋（9-11月）时节有大量候鸟在此休憩觅食。保护区内植被以黑松、赤松、刺槐、臭椿、紫穗槐、荆条、枸杞等为主，共有陆地植物591种，浅海海洋植物79种，森林覆盖率达56%。鸟类主要分布在长岛的海域、崖礁、林地、草地、淡水水域和居民区等各种生境中，且多分布于林地中。
截至2020年，长岛自然保护区共记录野生鸟类21目70科346种，种数占山东省鸟类总种数（446种）的77.58%。自1984年开展候鸟环志科研至2020年，累计环志候鸟298,581只，其中环志猛禽84,077只，共计40种，其中红角鸮、松雀鹰和雀鹰为明显的优势种，占中国猛禽种类41%，占迁徙猛禽的73%，占中国猛禽环志总量的80%以上，居国内领先，但环志数量却整体呈下降趋势。
一项调查在2019年5月至2021年10月的观察期间，于长岛发现了多达3,543种生物，其中包括1,541种植物和2,002种动物。

## 面临问题
猛禽迁徙途经长岛的居民岛有大黑山岛、庙岛、南长山岛、北隍城岛、大钦岛和砣矶岛等，大黑山岛、庙岛和南长山岛由于城市扩张，发展旅游产业以及大面积围海养殖，造成景观破碎和生境丧失；尤其长岛土层贫瘠，森林资源以人工林黑松为主，树种单一，树龄老化，森林生态系统极易遭受破坏且难以恢复，亦深受松材线虫病和松烂皮病菌的影响，栖息地破坏十分严重。
大部分陆地动物（不包括鸟类）、鸟类和海洋动物已受到长岛国家级自然保护区的保护，但受到保护的植物种类却不到一半，形成了明显的保护空缺。
2016年1月，长岛国家级自然保护区核心区内建有风力发电项目，部分养殖设施和旅游项目未批先建，严重影响保护区功能。经约谈后，烟台市委市政府与相关部门多次开展实地督导整改。截止2017年12月19日，分布在保护区各功能区内的80台风机全部完成拆除。2018年，将拆除后的场地清理后，周边土地栽植龙柏、侧柏、蜀桧柏、连翘、碧桃、樱花和金叶榆等84,300株，地被石竹2,130平方米。

### 盗猎事件
2023年10月26日，澎湃新闻发文称长岛国家级自然保护区内的砣矶岛、大黑山岛等岛屿上有严重的盗猎行为，山林间发现大量捕鸟网，许多网就在城镇背后的山上，甚至有的就拉在护林防火站旁，上常挂有国家二级保护动物鹰、隼及其他各种鸟类如锡嘴雀、北长尾山雀、远东山雀、红喉姬鹟等，地上可见当场肢解后被遗弃的头部、翅膀、尾羽等，据称躯干会被带走售卖给餐馆，而游隼、苍鹰等会被活捉，随后售卖用于鹰猎。记者与现场的鸟类爱好者从捕鸟网上救下多只短耳鸮、红角鸮、领角鸮、游隼、云雀、日本松雀鹰和雀鹰等鸟类并放飞。
岛上村民称网鸟盗猎的行为在秋冬季节十分常见，部分自身也有抓捕野鸟笼养、私下售卖的经历，且明知违法而为；多户人家的庭院里，都悬挂着一至两个“打笼”用以捕鸟；尤其形成了猛禽买卖的市场，根据体重决定价格，甚至能见到有人公然在大街上“遛鹰”。岛上许多饭店都有野鸟（如山斑鸠等）售卖作为灰色生意，有些猛禽会售往外地。
事件一经报道，山东省自然资源厅和烟台市自然资源局、烟台市森林公安局、长岛国家级自然保护区管理中心、烟台市公安局长岛分局、长岛综试区自然资源局、长岛综试区市场监管局有关人员前往砣矶镇，开展现场调查，查处案件、清理捕鸟网具、检查餐饮场所，全力打击非法猎捕候鸟。对所有山林进行全面拉网筛查后，清理网具7张；市、区两级森林公安立案非法狩猎案件3起，传唤涉案人员6人，依法刑事拘留2人；截至10月30日，共立案非法狩猎案件5起，依法刑事拘留3人，取保候审1人。